# Henri X Rumpold
Henri X (VIII) Rumpold, également connu comme le Jeune (polonais : Henryk X Rumpold ou Młodszy; né vers 1390 –  18 janvier 1423), fut un duc de Żagań-Głogów entre 1397 et 1412 comme corégent de ses frères. À partir de 1412 il règne conjointement sur la moitié de Głogów avec son frère Henri IX l'Ancien.

## Biographie
Henri Rumpold est le 3e fils d'Henri VIII le Moineau, duc de Głogów et de son épouse Catherine fille de  Ladislas II d'Opole. Après la mort de son père en 1397, Henri X est placé sous la garde de sa mère et du régent Robert Ier de Legnica. À partir de 1401 il est sous la tutelle de son frère ainé Jean Ier puis de Henri IX l'Ancien.
En 1412 une division du duché paternel intervient. Henri X reçoit conjointement avec ses frères  Henri IX et Venceslas le Duché de Głogów ; toutefois il ne s'implique pas dans la gestion du duché qui est assumée par son frère Henri IX.
Henri X reste au service de Sigismond de Luxembourg. En 1420, conjointement avec ses frères il participe à l'assemblée de  Wroclaw, où ils rendent l'Hommage à l'Empereur 
roi de Bohême et de Hongrie. Il participe également aux expéditions la plupart du temps sans résultat menées contre les  Hussites, et peu après il reçoit le titre de Gouverneur de Haute-Lusace. À la mort de sa mère il hérite conjointement avec son frère Henri IX, des cités de Kożuchów et Zielona Góra.
Au service de l'empereur  Sigismond, Henri X intervient aussi comme médiateur dans les affaires internationales  et il est envoyé en mission diplomatique au Danemark, où après des négociations fructueuses avec le roi Éric de Poméranie, il obtient la main de la cousine germaine du monarque, Adelaïde (née vers 1410 - morte après 1445), fille du duc  Bogusław VIII de Poméranie-Stargard; mais il meurt peu après 
au camp militaire de Flubsberg et il est inhumé à Haderslev.

## Sources
- (en) Cet article est partiellement ou en totalité issu de l’article de Wikipédia en anglais intitulé « Henry X Rumpold » (voir la liste des auteurs).
- (en) & (de) Peter Truhart, Regents of Nations, K. G Saur Münich, 1984-1988 (ISBN 359810491X), Art. « Glogau (Poln Głogów) + Freystadt, Gross-Glogau, Steinau », p.  2.450.
- (de) Europäische Stammtafeln Vittorio Klostermann, Gmbh, Francfort-sur-le-Main, 2004  (ISBN 3465032926),  Die Herzoge von Glogau †1476, und Sagan †1504 des Stammes der Piasten  Volume III Tafel 13.
- (de) Historische Kommission für Schlesien (Hrsg.): Geschichte Schlesiens, Bd. 1, Sigmaringen 1988,  (ISBN 3-7995-6341-5), p. 183 et 197.
- (de) Hugo Weczerka (Hrsg.): Handbuch der historischen Stätten. Schlesien. Kröner, Stuttgart 1977,  (ISBN 3-520-31601-3), Tableau généalogique  p.  594–595.